# هربرت آرتور سوارت
 هربرت آرتور سوارت (انگلیسی: Herbert Arthur Stuart؛ زاده ۱۸۹۹ درگذشته ۱۹۷۴) یک فیزیک‌دان اهل سوئیس بود.